# Großmast

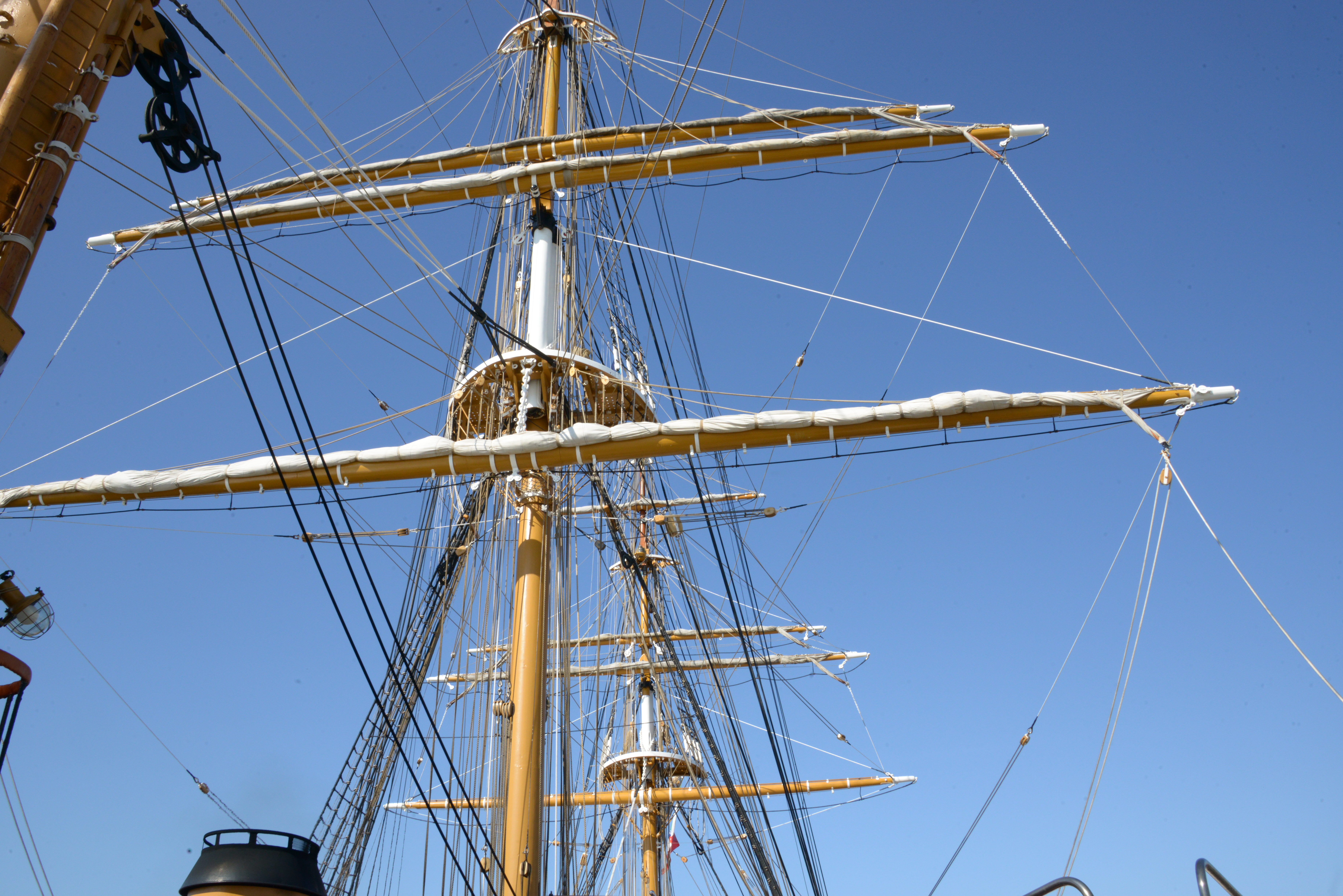

Mit Großmast wird einer der Masten eines Segelschiffs bezeichnet.

## Position im Vergleich zu anderen Masten
Der Großmast ist bei Segelbooten mit einem Mast ebendieser, bei einem zweimastigen Schoner der achtere (d. h. hintere) und bei Ketsch und Yawl der vordere Mast; in beiden Fällen ist dies der größere Mast. Bei Segelschiffstypen (Großsegler) mit drei und mehr Masten ist es immer der zweite Mast, der nicht in jedem Fall auch der höchste Mast ist. Der größte Mast war bei großen Fünfmastern (Potosi, Preußen, R.C. Rickmers) der Mittelmast. Mancher Mehrmaster, wie beispielsweise das Segelschulschiff København, hatte vier Rahmasten von gleicher Höhe. Der große US-amerikanische Schoner Thomas W. Lawson hatte sieben gleich hohe Masten.

## Deutsche und englische Terminologie
In der abweichenden englischen Terminologie der Schiffsmasten heißt der Großmast main mast (wörtlich Hauptmast). Dieser Begriff erscheint beispielsweise als Bezeichnung des dritten Mastes bei Viermastvollschiffen. Manchmal wird er auch Achtermast genannt. Hier muss allerdings gesagt werden, dass das englische System nur wenig festgelegt ist und daher von Schiff zu Schiff verschieden sein kann.

## Bestandteile eines Großmastes
Der Großmast großer, traditioneller Segelschiffe besteht eigentlich nicht aus einem einzigen Stück Material, sondern ist in bis zu vier Teile unterteilt (von unten):
- Großuntermast
- Großmarsstenge
- Großbramstenge
- Großflaggenkopp

Der Topp des Großmastes heißt Großtopp.
Die Segel, die an einem rahgetakelten Großmast gefahren werden, heißen:
- Großsegel
- Großuntermarssegel
- Großobermarssegel
- Großunterbramsegel
- Großoberbramsegel
- Großroyalsegel
- Großskysegel

Dementsprechende heißen die Rahen:
- Groß(unter)rah
- Großuntermarsrah
- Großobermarsrah
- Großunterbramrah
- Großoberbramrah
- Großroyalrah
- Großskyrah